# Сім чудес Черкащини
Сім чудес Черкащини — конкурс туристичних пам'яток Черкаської області, що став логічним продовженням першої всеукраїнської акції «Сім чудес України». 
Метою конкурсу була  популяризація духовної та історичної спадщини Черкащини, пожвавлення туристичного та краєзнавчого руху та  виявлення неперевершених природних, історичних та культурних пам'яток, а також підвищення їхнього значення для українців.
Ініціаторами проведення конкурсу стали:
- обласне підприємство «Черкаситурист»;
- редакція газети «Нова Доба»;
- Черкаський інформаційний центр «Туризм Черкащини»;
- Черкаська рекламна мережа;
- обласна державна телерадіокомпанія «Рось».

Конкурс «7 чудес Черкащини» здійснювався також за підтримки ініціатора конкурсу «7 чудес України» — Миколи Томенка.

## Переможці
- Шевченківський національний заповідник. Тарасова гора, м. Канів;
- Кам'янський заповідник. Зелений будиночок;
- Корсунь-Шевченківський державний історико-культурний заповідник;
- Парк «Сосновий бір» в Черкасах та курортна Соснівка XIX століття. Черкаський район, м. Черкаси;
- Іллінська церква в Суботові;
- Чигиринський заповідник. Археологічні знахідки: кам'яна баба;
- Красногірський монастир

## Офіційний сайт проекту
- 7chudes.ck.ua